# Johan Arrieche
Johan José Arrieche (Barquisimeto, Estado Lara, Venezuela; 22 de junio de 1991) es un futbolista venezolano que juega como delantero en Mineros de Guayana de la Primera División de Venezuela.

## Trayectoria

### Profesional
| Club                   | País      | Año       | Partidos | Goles |
| ---------------------- | --------- | --------- | -------- | ----- |
| ACD Lara               | Venezuela | 2010-2014 | 50       | 9     |
| Zulia FC (Cesión)      | Venezuela | 2014      | 12       | 2     |
| Portuguesa FC (Cesión) | Venezuela | 2015      | 0        | 0     |
| Mineros de Guayana     | Venezuela | 2015-2018 | 103      | 37    |

## Palmarés
| Título           | Club               | País      | Año     |
| ---------------- | ------------------ | --------- | ------- |
| Torneo Apertura  | ACD Lara           | Venezuela | 2011    |
| Torneo Clausura  | ACD Lara           | Venezuela | 2012    |
| Primera División | ACD Lara           | Venezuela | 2011/12 |
| Copa Venezuela   | Mineros de Guayana | Venezuela | 2017    |